# Viettel Group
Viettel Group vietnamien : Tập đoàn Công nghiệp – Viễn thông Quân đội signifiant « Corporation de l'industrie des télécommunications de l'armée ») est une société vietnamienne multinationale de télécommunications dont le siège est à Hanoï au Vietnam.

## Présentation
Viettel est le premier fournisseur de services de télécommunications au Vietnam.
Il s'agit d'une entreprise publique sous la tutelle le ministère de la Défense du Viêt Nam (en).
En 2018, Viettel comptait 50 000 employés et desservait 110 millions d'abonnés,.

## Activités

### Vietnam
Fin 2017 avec 55,5 % de part de marché, Viettel Mobile est toujours leader du marché en nombre d'abonnés mobiles.
Après avoir longtemps détenu la 2e position en part de marché, MobiFone a perdu cette position au profit de Vinaphone depuis le troisième trimestre 2018.

### International
| Opérateur | Pays           | Début des opérations | Notes | Réf.   |
| --------- | -------------- | -------------------- | --- | ------ |
| Unitel    | Laos           | 26 février 2008      | Opération conjointe entre Viettel Global et Lao Asia Telecom                                                 | [ 5 ]  |
| Metfone   | Cambodge       | 19 février 2009      | Premier opérateur téléphonique au Cambodge, avec 50% de part de marché                                       | [ 6 ]  |
| Natcom    | Haïti          | 10 septembre 2011    | Joint-venture entre Viettel Global (60%) et Haïti (40%)                                                      | [ 7 ]  |
| Movitel   | Mozambique     | 10 janvier 2012      | Opérateur mobile leader; la couverture couvre plus de 93% de la superficie du pays                           | [ 8 ]  |
| Telemor   | Timor oriental | 1er juillet 2013     | Détient plus de 47% des parts de marché et a commencé à réaliser des bénéfices après six mois d'exploitation | [ 9 ]  |
| Nexttel   | Cameroun       | 12 septembre 2014    | Premier opérateur 3G du pays                                                                                 | [ 10 ] |
| Bitel     | Pérou          | 16 octobre 2014      | Premier marché étranger où le PIB du pays dépasse celui du Vietnam                                           | ,      |
| Lumitel   | Burundi        | 30 mai 2015          | Plus grand opérateur au Burundi après un mois de fonctionnement                                              | [ 13 ] |
| Halotel   | Tanzanie       | 15 octobre 2015      | Plosé plus de 18 000 km de liaisons en fibres optiques                                                       | ,      |
| Mytel     | Birmanie       | 26 août 2017         | Le Vietnam a investi 1 500 000 000 $ US dans Mytel                                                           |        |

## Croissance de Viettel
| Année | Chiffre d'affaires (million VND) | Bénéfice (million VND) | Réfs.  |
| ----- | -------------------------------- | ---------------------- | ------ |
| 2008  | 33 000 000                       | 8 600 000              | [ 16 ] |
| 2009  | 60 211 000                       | 10 290 000             | [ 16 ] |
| 2010  | 91 561 000                       | 15 500 000             | [ 16 ] |
| 2011  | 117 301 000                      | 19 780 000             | [ 17 ] |
| 2012  | 141 418 000                      | 24 500 000             | [ 18 ] |
| 2013  | 162 886 000                      | 35 086 000             | [ 19 ] |
| 2014  | 197 000 000                      | 42 000 000             | [ 20 ] |
| 2015  | 222 700 000                      | 45 800 000             | [ 21 ] |
| 2016  | 226 558 000                      | 43 200 000             | [ 22 ] |
| 2017  | 250 800 000                      | 44 000 000             | [ 23 ] |
| 2018  | 234 500 000                      | 37 600 000             | [ 24 ] |
| 2019  | 251 000 000                      | 39 000 000             | [ 25 ] |